# Каратаев, Василий Кузьмич
Василий Кузьмич Каратаев (12.02.1909 — 29.05.1982) — советский гидроэнергетик, лауреат Сталинской премии (1951).
Родился 12.02.1909 в г. Серпухов Московской губернии.
Окончил Московский инженерно-строительный институт (МИСИ), инженер-гидротехник (1934).
В 1934—1938 гг. работал на строительстве канала им. Москвы, затем на других столичных объектах.
В 1940—1960 и 1962—1965 гг. в проектно-изыскательском бюро по Уралу института «Гидропроект»: начальник отделения, заместитель начальника отдела организации и производства работ.
В 1962—1965 и 1965—1970 гг. инженер на строительстве Асуанской плотины, заместитель начальника египетской проектной организации.
В 1951—1957 гг. по совместительству преподавал в МИСИ.
Участвовал в проектировании Волго-Донского судоходного канала, Волжских ГЭС им. В. И. Ленина и XXII съезда КПСС.
Лауреат Сталинской премии 1-й степени (1951) — за разработку проектного задания Куйбышевской ГЭС на Волге.
Соавтор книги:
- Перекрытие русла Вoлги в ствoре Сталинградскoй ГЭС: (опыт проектирования инженерно-гидрологических исследований и наблюдений) — Москва : [б. и.], 1959. — 90 с., 2 л. черт. : ил. — (Материалы к техническому отчету о строительстве Сталинградской гидроэлектростанции). — Перед загл. авт.: А. Г. Якобсон, В. К. Каратаев, Г. В. Железняков, П. П. Волков.

Редактор СНиП III-45-76 «Сооружения гидротехнические транспортные, энергетические и мелиоративных систем» (1977).